# Tiếng Cherokee
Tiếng Cherokee (ᏣᎳᎩ ᎦᏬᏂᎯᏍᏗ Tsalagi Gawonihisdi) là một ngôn ngữ Iroquois được người Cherokee nói. Đây là ngôn ngữ Nam Iroquois duy nhất và khác biệt đáng kể với các ngôn ngữ Iroquois còn lại. Tiếng Cherokee là ngôn ngữ hỗn nhập và sử dụng một hệ thống chữ tượng thanh âm tiết.
Hiện nay, tiếng Cherokee là một trong những ngôn ngữ thổ dân Bắc Mỹ ổn định nhất, vì một lượng lớn tài liệu về ngôn ngữ này tồn tại; và đây cũng là ngôn ngữ bản địa Hoa Kỳ với nền văn học lớn nhất. Một từ điển và sách ngữ pháp tiếng Cherokee đã được phát hành, một phần Tân Ước của Kinh thánh đã được dịch từ năm 1850–1951. Cherokee Phoenix (ᏣᎳᎩ ᏧᎴᎯᏌᏅᎯ, Tsalagi Tsulehisanvhi) là tờ báo đầu tiên của người thổ dân Hoa Kỳ và cũng là tờ đầu tiên được được ấn hành bằng một ngôn ngữ bản địa. Một lượng người nói tiếng Cherokee ở mọi lứa tuổi sống tại Qualla Boundary thuộc Cherokee, Bắc Carolina và nhiều quận của Xứ Cherokee tại Oklahoma, đáng kể là Cherokee, Sequoyah, Mayes, Adair, và Delaware. Số người Cherokee trẻ mong muốn khôi phục lại truyền thống, lịch sử, và ngôn ngữ của tổ tiên họ đang ngày một tăng.
Tiếng Cherokee được xem là một trong những ngôn ngữ khó nhất đối với người bản ngữ tiếng Anh. Điều này một phần là do bản chất hỗn nhập của nó, có nghĩa là một từ gồm nhiều phần khác nhau. Sự phức tạp của tiếng Cherokee được thể hiện rõ nhất ở động từ (loại từ chiếm tới 75% lượng từ vựng ngôn ngữ này, động từ chỉ chiếm 25% trong tiếng Anh). Mỗi động từ phải có ít nhất một tiền tố chỉ đại từ, một gốc động từ, một hậu tố chỉ thể, và một hậu tố chỉ lối.

## Chữ viết

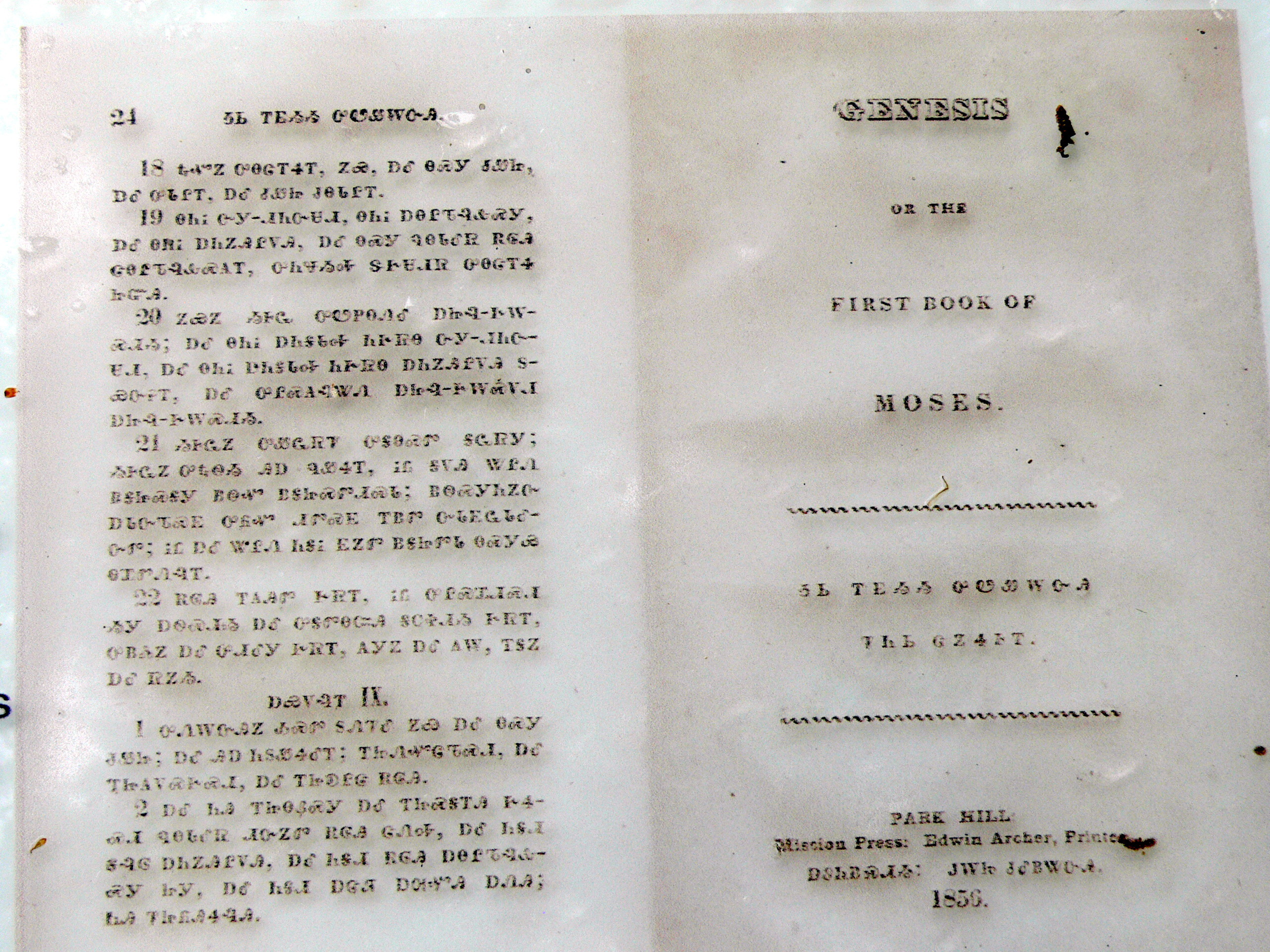
Bản dịch Sách Sáng thế sang tiếng Cherokee, 1856

Trước khi hệ chữ tượng thanh âm tiết tiếng Cherokee được phát minh, tiếng Cherokee chỉ là ngôn ngữ nói. Hệ chữ tiếng Cherokee là một hệ chữ tượng thanh âm tiết được Sequoyah tạo nên vào thập niên 1820 để viết tiếng Cherokee. Sự sáng tạo này đáng chú ý ở chỗ, ngoài hệ chữ Cherokee do chính mình phát minh, Sequoyah không biết đọc bất cứ hệ chữ nào. Ban đầu ông thử nghiệm với chữ tượng hình, nhưng nó dần phát triển thành hệ chữ tượng thanh. Trong hệ thống này, mỗi ký tự biểu thị cho một âm tiết, chứ không phải âm vị; có 85 (ban đầu là 86) ký tự trong hệ chữ này. Một số ký tự tương tự với những ký tự trong bảng chữ cái Latinh, Hy Lạp hay Kirin, nhưng cách đọc thì hoàn toàn khác (ví dụ, một ký tự tương tự D được dùng để viết âm /a/).
Ngoài ra, tiếng Cherokee còn được viết bằng một hệ chữ chuyển tự Latinh đơn giản, và một hệ Latinh khác chi tiết hơn với dấu phụ.
| Nguyên âm → Phụ âm ↓ | a [a]~[ə]               | e [e]~[ɛ]     | i [i]~[ɪ]     | o [o]~[ɔ] | u [u]~[ʊ] | v [ə̃]  |
| -------------------- | ----------------------- | ------------- | ------------- | --------- | --------- | ------ |
| —                    | Ꭰꭰ a                    | Ꭱꭱ e          | Ꭲꭲ i          | Ꭳꭳ o      | Ꭴꭴ u      | Ꭵꭵ v   |
| g [ɡ]                | Ꭶꭶ ga • Ꭷꭷ ka           | Ꭸꭸ ge         | Ꭹꭹ gi         | Ꭺꭺ go     | Ꭻꭻ gu     | Ꭼꭼ gv  |
| h [h]                | Ꭽꭽ ha                   | Ꭾꭾ he         | Ꭿꭿ hi         | Ꮀꮀ ho     | Ꮁꮁ hu     | Ꮂꮂ hv  |
| l [l]                | Ꮃꮃ la                   | Ꮄꮄ le         | Ꮅꮅ li         | Ꮆꮆ lo     | Ꮇꮇ lu     | Ꮈꮈ lv  |
| m [m]                | Ꮉꮉ ma                   | Ꮊꮊ me         | Ꮋꮋ mi         | Ꮌꮌ mo     | Ꮍꮍ mu     |        |
| n [n]                | Ꮎꮎ na • Ꮐꮐ nah • Ꮏꮏ hna | Ꮑꮑ ne         | Ꮒꮒ ni         | Ꮓꮓ no     | Ꮔꮔ nu     | Ꮕꮕ nv  |
| qu [kʰw]             | Ꮖꮖ qua                  | Ꮗꮗ que        | Ꮘꮘ qui        | Ꮙꮙ quo    | Ꮚꮚ quu    | Ꮛꮛ quv |
| s [s]                | Ꮝꮝ s • Ꮜꮜ sa            | Ꮞꮞ se         | Ꮟꮟ si         | Ꮠꮠ so     | Ꮡꮡ su     | Ꮢꮢ sv  |
| d/t [d]/[t]          | Ꮣꮣ da • Ꮤꮤ ta           | Ꮥꮥ de • Ꮦꮦ te | Ꮧꮧ di • Ꮨꮨ ti | Ꮩꮩ do     | Ꮪꮪ du     | Ꮫꮫ dv  |
| tl [t͡ɬ]              | Ꮬꮬ dla • Ꮭꮭ tla         | Ꮮꮮ tle        | Ꮯꮯ tli        | Ꮰꮰ tlo    | Ꮱꮱ tlu    | Ꮲꮲ tlv |
| ts [t͡s]~[d͡ʒ]         | Ꮳꮳ tsa                  | Ꮴꮴ tse        | Ꮵꮵ tsi        | Ꮶꮶ tso    | Ꮷꮷ tsu    | Ꮸꮸ tsv |
| w [ɰ]                | Ꮹꮹ wa                   | Ꮺꮺ we         | Ꮻꮻ wi         | Ꮼꮼ wo     | Ꮽꮽ wu     | Ꮾꮾ wv  |
| y [j]                | Ꮿꮿ ya                   | Ᏸᏸ ye         | Ᏹᏹ yi         | Ᏺᏺ yo     | Ᏻᏻ yu     | Ᏼᏼ yv  |

## Phân bố địa lý
Tiếng Cherokee là ngôn ngữ bản địa phổ biến nhất tại các bang Oklahoma, Bắc Carolina, Nam Carolina, Arkansas, Missouri, Indiana, Georgia, Alabama, Virginia, Tây Virginia, Maryland, Texas, Tennessee, và Kentucky. Ngôn ngữ này vẫn phổ biến ở một số cộng đồng thuộc Oklahoma, điển hình như người dân Big Cove và Snowbird tại Eastern Band ở Bắc Carolina vẫn chủ yếu nói tiếng Cherokee. Đây là một trong số năm ngôn ngữ thổ dân hiện vẫn còn được nói và học tập tại Oklahoma.

### Phương ngữ
Thời kỳ tiền tiếp xúc với người châu Âu, tiếng Cherokee có ba phương ngữ chính: Hạ, Trung, và Vùng đồi. Phương ngữ Hạ từng hiện diện tại vùng ranh giới Nam Carolina-Georgia, nhưng đã tuyệt chủng hơn 200 năm nay. Trong hai phương ngữ còn lại, phương ngữ Trung (Kituwah) có 1.000 người nói hoặc ít hơn, được nói bởi những người thuộc Eastern band tại vùng Qualla Boundary. Phương ngữ Vùng đồi, hay phương ngữ Miền Tây, được nói tại Đông Oklahoma và tại Cộng đồng Snowbird ở Bắc Carolina  với 9.000 người nói hoặc hơn. Phương ngữ Vùng đồi phổ biến nhất và là phương ngữ chính. Cả hai phương ngữ đều tiếp nhận ảnh hưởng từ tiếng Anh, và với phương ngữ Vùng đồi thì có cả ảnh hưởng của tiếng Tây Ban Nha.

## Tình trạng hiện tại
Số người nói tiếng Cherokee được ước tính là từ 10.400 đến 22.500 người, trong đó Xứ Cherokee có khoảng 10.000 người trên tổng số 122.000 thành viên, Eastern Band of Cherokee Indians có 1.000 người trong số 10.000 thành viên, và phần lớn thành viên của United Keetoowah Band of Cherokee Indians biết tiếng Cherokee. 17% người Cherokee, và 60% trong số 7.500 người thuộc United Keetoowah Band biết nói ngôn ngữ này.
Năm 1986, ước tính 15–20% người bản ngữ tiếng Cherokee biết đọc và 5% biết viết tiếng Cherokee, theo Trung tâm Di sản Cherokee.
Một nghiên cứu năm 2005 cho thấy Eastern band có 460 người nói thông thạo. Mười năm sau đó, con số này được cho là đã giảm xuống 200.

## Âm vị học
Hệ ngôn ngữ Iroquois có hệ thống âm vị tương đối độc đáo. Không như đa số ngôn ngữ, tiếng Cherokee không có các âm môi p, b, f, và v. Nó có âm môi m, nhưng âm này rất hiếm gặp, chỉ hiện diện trong không quá mười từ bản địa. Trên thực tế, phương ngữ Hạ hoàn toàn không có âm m. Thay vào đó, nó dùng âm w.
Khi một từ mượn có p, nó thường được thay thế bằng qw, như trong trường hợp tên tiếng Cherokee của Wikipedia, Wiɣiqwejdiʃ.

### Phụ âm
Như nhiều ngôn ngữ Iroquois, hệ thống phụ âm tương đối đơn giản.
|          | Môi | Chân răng | Vòm | Ngạc mềm | Thanh hầu |
| -------- | --- | --------- | --- | -------- | --------- |
| Tắc      |     | t         |     | k        | ʔ         |
| Tắc xát  |     | ts        |     |          |           |
| Xát      |     | s         |     |          | h         |
| Mũi      | m   | n         |     |          |           |
| Tiếp cận |     | l         | j   | ɰ        |           |

### Nguyên âm
Có sáu nguyên âm ngắn và sáu nguyên âm dài.
|      | Trước | Giữa | Sau  |
| ---- | ----- | ---- | ---- |
| Đóng | i iː  |      | u uː |
| Vừa  | e eː  | ə̃ ə̃ː | o oː |
| Mở   |       | a aː |      |

#### Nguyên âm đôi
Tiếng Cherokee chỉ có một nguyên âm đôi:
- ai  /ai/

## Ngữ pháp
Tiếng Cherokee là một ngôn ngữ hỗn nhập, nghĩa là nhiều hình vị được liên kết với nhau để tạo thành từ. Động từ, loại từ quan trọng nhất, phải có ít nhất một tiền tố chỉ đại từ, một gốc động từ, một hậu tố chỉ thể, và một hậu tố chỉ lối. Ví dụ, từ ge:ga, "tôi đang đi," có các yếu tố sau:

| g-                 | e:               | -g             | -a             |
| TIỀN TỐ CHỈ ĐẠI TỪ | GỐC ĐỘNG TỪ "đi" | HẬU TỐ CHỈ THỂ | HẬU TỐ CHỈ LỐI |

Tiền tố g- thể hiện ngôi thứ nhất số ít. Gốc động từ -e có nghĩa là "đi". Hậu tố chỉ thể -g- biểu thị cho thì hiện tại. Và hậu tố chỉ lối thì hiện tại cho động từ có quy tắc tiếng Cherokee là -a.
Tiếng Cherokee có 17 thì và 10 ngôi.
Bản dưới đây cho thấy các cách chia động từ "đi", thì hiện tại.

|               | Ngôi số ít                       | Ngôi số kép (gồm đôi phương)     | Ngôi số kép (không gồm đối phương)  | Ngôi số nhiều (gồm đối phương)                        | Ngôi số nhiều (không gồm đối phương)                     |
| Ngôi thứ nhất | ᎨᎦ gega – Tôi đang đi            | ᎢᏁᎦ inega – hai chúng ta đang đi | ᎣᏍᏕᎦ osdega – hai chúng tôi đang đi | ᎢᏕᎦ idega – tất cả chúng ta đang đi (3 người trở lên) | ᎣᏤᎦ otsega – tất cả chúng tôi đang đi (ba người trở lên) |
| Ngôi thứ hai  | ᎮᎦ hega – bạn đang đi            | ᏍᏕᎦ sdega – hai bạn đang đi      | ᏍᏕᎦ sdega – hai bạn đang đi         | ᎢᏤᎦ itsega – các bạn đang đi (ba người trở lên)       | ᎢᏤᎦ itsega – các bạn đang đi (ba người trở lên)          |
| Ngôi thứ ba   | ᎡᎦ ega – anh ta/cô ta/nó đang đi | ᎠᏁᎦ anega – họ đang đi           | ᎠᏁᎦ anega – họ đang đi              | ᎠᏁᎦ anega – họ đang đi                                | ᎠᏁᎦ anega – họ đang đi                                   |

Tiếng Cherokee phân biệt thì hiện tại tiếp diễn ("tôi đang đi") và hiện tại đơn ("tôi đi") rạch ròi hơn tiếng Anh.
ᎨᎪᎢ (gegoi), ᎮᎪᎢ (hegoi), ᎡᎪᎢ (egoi) lần lượng có nghĩa là "tôi thường đi", "bạn thường đi", và "anh ta/cô ta/nó thường đi".
Động từ cũng có thể có tiền tố tiền chỉ đại từ, tiền tố phản thân, và hậu tố phát sinh. Nếu tính tất cả các sự kết hợp phụ tố, mỗi động từ có quy tắc có 21.262 dạng.
Tiếng Cherokee không phân biệt giống ngữ pháp. Ví dụ, ᎦᏬᏂᎭ (gawoniha) có cả nghĩa "cô ấy đang nói" và "anh ấy đang nói."

### Đại từ và tiền tố chỉ đại từ
Tiếng Cherokee có nhiều tiền tố chỉ đại từ. Tiền tố chỉ đại từ luôn có mặt trong đại từ và cũng có thể xuất hiện trong tính từ và danh từ. Có hai từ tách biệt có nhiệm vụ làm đại từ: aya "tôi" và nihi "bạn".
| Ngôi                          | Nhóm I      | Nhóm II       |
| ----------------------------- | ----------- | ------------- |
| số ít                         | ji-, g-     | agi-, agw-    |
| số kép gồm đối phương         | ini-, in-   | gini-, gin-   |
| số kép không gồm đối phương   | osdi-, osd- | ogini-, ogin- |
| số nhiều gồm đối phương       | idi-, id-   | igi-, ig-     |
| số nhiều không gồm đối phương | oji-, oj-   | ogi-, og-     |

### Cấu trúc câu
Câu tường thuật đơn giản thường có cấu trúc chủ-tân-động. Câu phủ định có cấu trúc rất khác. Tính từ nằm trước danh từ, như trong tiếng Anh. Từ chỉ định, như ᎾᏍᎩ nasgi ("đó") và ᎯᎠ hia ("đây"), nằm trước cụm danh từ. Mệnh đề quan hệ nằm sau cụm danh từ. Trạng từ đứng trước động từ mà chúng bổ nghĩa. Ví dụ, "cô ta đang nói to" là ᎠᏍᏓᏯ ᎦᏬᏂᎭ asdaya gawoniha (nghĩa đen là "to cô-ta-đang-nói").
Một câu tiếng Cherokee có thể bỏ động từ nếu câu được tạo nên từ hai cụm danh từ. Trong trường hợp đó, cấu trúc câu tương đối mềm dẻo. Ví dụ, Ꮎ ᎠᏍᎦᏯ ᎠᎩᏙᏓ na asgaya agidoda ("người đàn ông đó là bố tôi").
| Bảng Unicode Cherokee Official Unicode Consortium code chart: Cherokee Version 13.0 |   |   |   |   |   |   |   |   |   |   |   |   |   |   |   |   |
|                                                                                     | 0 | 1 | 2 | 3 | 4 | 5 | 6 | 7 | 8 | 9 | A | B | C | D | E | F |
| U+13Ax                                                                              | Ꭰ | Ꭱ | Ꭲ | Ꭳ | Ꭴ | Ꭵ | Ꭶ | Ꭷ | Ꭸ | Ꭹ | Ꭺ | Ꭻ | Ꭼ | Ꭽ | Ꭾ | Ꭿ |
| U+13Bx                                                                              | Ꮀ | Ꮁ | Ꮂ | Ꮃ | Ꮄ | Ꮅ | Ꮆ | Ꮇ | Ꮈ | Ꮉ | Ꮊ | Ꮋ | Ꮌ | Ꮍ | Ꮎ | Ꮏ |
| U+13Cx                                                                              | Ꮐ | Ꮑ | Ꮒ | Ꮓ | Ꮔ | Ꮕ | Ꮖ | Ꮗ | Ꮘ | Ꮙ | Ꮚ | Ꮛ | Ꮜ | Ꮝ | Ꮞ | Ꮟ |
| U+13Dx                                                                              | Ꮠ | Ꮡ | Ꮢ | Ꮣ | Ꮤ | Ꮥ | Ꮦ | Ꮧ | Ꮨ | Ꮩ | Ꮪ | Ꮫ | Ꮬ | Ꮭ | Ꮮ | Ꮯ |
| U+13Ex                                                                              | Ꮰ | Ꮱ | Ꮲ | Ꮳ | Ꮴ | Ꮵ | Ꮶ | Ꮷ | Ꮸ | Ꮹ | Ꮺ | Ꮻ | Ꮼ | Ꮽ | Ꮾ | Ꮿ |
| U+13Fx                                                                              | Ᏸ | Ᏹ | Ᏺ | Ᏻ | Ᏼ | Ᏽ |   |   | ᏸ | ᏹ | ᏺ | ᏻ | ᏼ | ᏽ |   |   |
| Cherokee bổ trợ (Official Unicode Consortium code chart: Cherokee Supplement)       |   |   |   |   |   |   |   |   |   |   |   |   |   |   |   |   |
| U+AB7x                                                                              | ꭰ | ꭱ | ꭲ | ꭳ | ꭴ | ꭵ | ꭶ | ꭷ | ꭸ | ꭹ | ꭺ | ꭻ | ꭼ | ꭽ | ꭾ | ꭿ |
| U+AB8x                                                                              | ꮀ | ꮁ | ꮂ | ꮃ | ꮄ | ꮅ | ꮆ | ꮇ | ꮈ | ꮉ | ꮊ | ꮋ | ꮌ | ꮍ | ꮎ | ꮏ |
| U+AB9x                                                                              | ꮐ | ꮑ | ꮒ | ꮓ | ꮔ | ꮕ | ꮖ | ꮗ | ꮘ | ꮙ | ꮚ | ꮛ | ꮜ | ꮝ | ꮞ | ꮟ |
| U+ABAx                                                                              | ꮠ | ꮡ | ꮢ | ꮣ | ꮤ | ꮥ | ꮦ | ꮧ | ꮨ | ꮩ | ꮪ | ꮫ | ꮬ | ꮭ | ꮮ | ꮯ |
| U+ABBx                                                                              | ꮰ | ꮱ | ꮲ | ꮳ | ꮴ | ꮵ | ꮶ | ꮷ | ꮸ | ꮹ | ꮺ | ꮻ | ꮼ | ꮽ | ꮾ | ꮿ |